# هاكلبيرغ (بافاريا السفلى)
بَلْدَة هاكلبِيرغ (بالأَلمانِيَّة: Gemeindefreies Hacklberg) هي بَلدَة أَلمانِيَّة فِي المَجَال الإِدَارِيِّ الحُرَّ. تقع هاكلبِيرغ في مِنطَقَة كلِّهايِم التَّابِعة لمُحافظة باڤارِيا السُّفلى في وِلاَية باڤارِيا في جُمهُوريَّة أَلمَانيَا الاِتّحاديّة بمِساحة تُقَدَّر بحَوالَي 1 كم².

## مَراجع
1. 1 2   https://www.destatis.de/DE/Themen/Laender-Regionen/Regionales/Gemeindeverzeichnis/Administrativ/Archiv/GVAuszugQ/AuszugGV1QAktuell.xlsx?__blob=publicationFile. {{استشهاد ويب}}: |url= بحاجة لعنوان (مساعدة) والوسيط |title= غير موجود أو فارغ (من ويكي بيانات) (مساعدة)
2. ↑  "معلومات عن هاكلبيرغ (بافاريا السفلى) على موقع bavarikon.de". bavarikon.de. مؤرشف من الأصل في 2019-12-15.
3. ↑  "معلومات عن هاكلبيرغ (بافاريا السفلى) على موقع openstreetmap.org". openstreetmap.org. مؤرشف من الأصل في 2017-12-01.